# Inés de Guevara
Inés de Guevara (fallecida en 1265) fue una dama castellana e infanta consorte de Castilla por su matrimonio con el infante Felipe de Castilla, hijo del rey Fernando III de Castilla y de la reina Beatriz de Suabia.
Y conviene señalar que, en décadas pasadas, algunos eruditos identificaron erróneamente a la segunda esposa del mencionado infante con Inés Rodríguez Girón, hija de Rodrigo González Girón, señor de Frechilla y Autillo de Campos y mayordomo mayor de Fernando III el Santo, y de su segunda esposa, Teresa López de Haro.

## Biografía
Se desconocen tanto su fecha de nacimiento como su filiación exacta, aunque sí está documentado que el infante Felipe de Castilla contrajo matrimonio, después de quedar viudo de su primera esposa, la princesa Cristina de Noruega, con una dama llamada Inés, que pertenecía al linaje de los Guevara y Girón-Cisneros.
Inés de Guevara falleció en 1265, y a su muerte el infante Felipe volvió a casarse, por tercera y última vez, con Leonor Rodríguez de Castro, hija de Rodrigo Fernández de Castro, a quien Jaime de Salazar y Acha llama Guerau Rodrigo de Castro, y que fue señor de Cigales, Mucientes y Santa Olalla, y que era hijo a su vez de Guerau IV de Cabrera y de Elo Pérez de Castro, y de su esposa, Leonor González de Lara.

## Sepultura

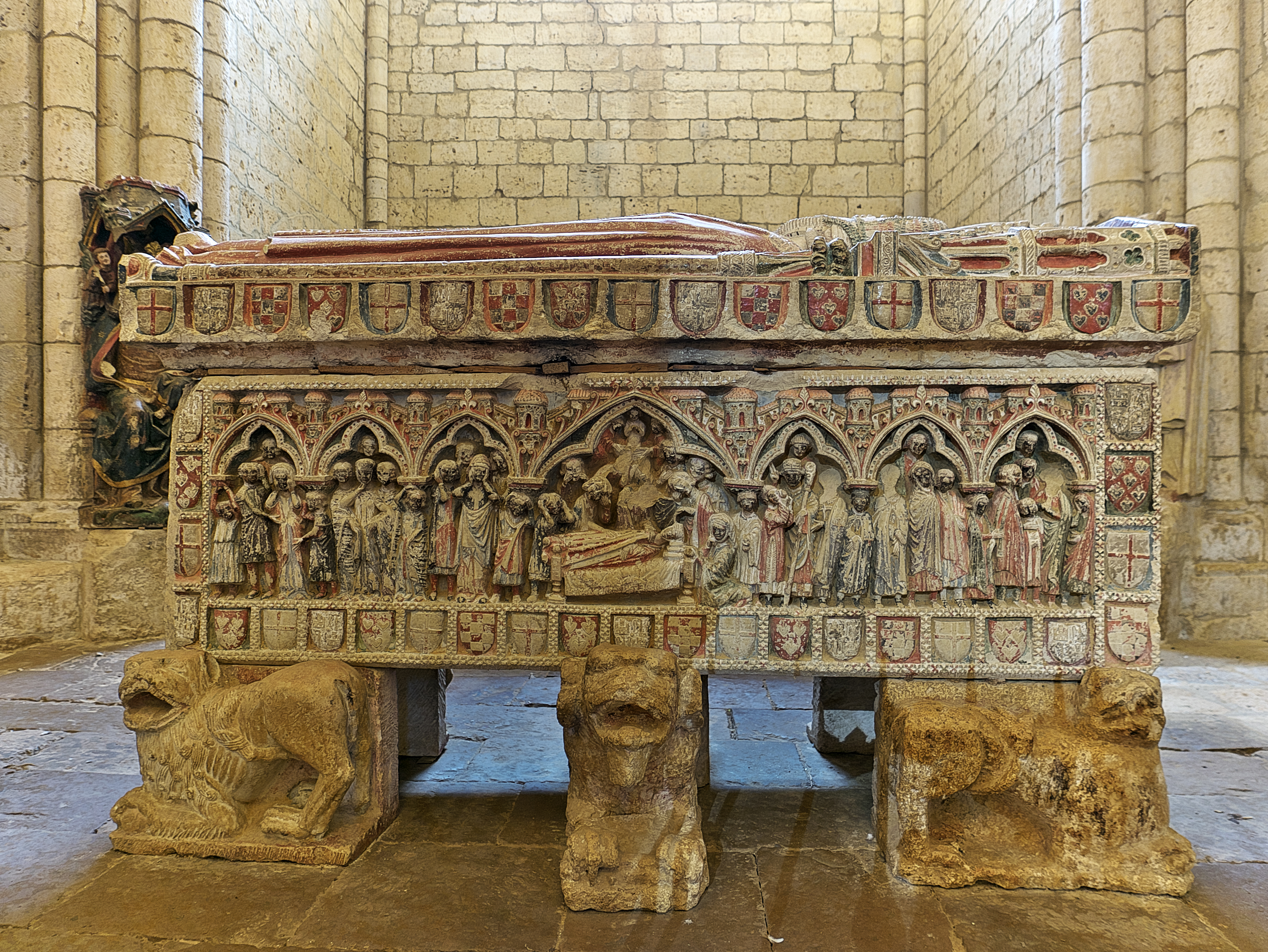
Sepulcro de Inés de Guevara. (Iglesia de Santa María la Blanca de Villalcázar de Sirga).

Fue sepultada en la iglesia de Santa María la Blanca de Villalcázar de Sirga, vinculada a la Orden del Templo, y en la misma iglesia recibió sepultura su esposo, el infante Felipe de Castilla. Los restos de ambos descansaban en sendos sepulcros, colocados en el coro del templo, aunque en la actualidad los dos se hallan en la capilla de Santiago.
El sepulcro de Inés de Guevara es más pequeño que el que contiene los restos de su esposo. El estilo demuestra que ambos fueron realizados en la misma época. El sepulcro solo tiene labor escultórica en los costados, pero no en la cabecera ni en los pies. Sobre la tapa del sepulcro aparece colocada la estatua yacente que representa a la difunta. La cabeza de Inés descansa sobre tres almohadones, al igual que la de su esposo.